# 汪寬
汪寬（1436年—？），字汝中，順天府大興縣人，明朝政治人物。進士出身。

## 生平
順天府鄉試第五十六名。天順四年（1460年）庚辰科會試第一百四十八名，殿試登進士第三甲第一百零一名。

## 家族
曾祖汪行三。祖父汪士弘。父亲汪仲禮。